# Petrivka (Striukove), Berezivka
Petrivka (în ucraineană Петрівка) este un sat în comunei Striukove din raionul Berezivka, regiunea Odesa, Ucraina.